# Luiza Gega
Luiza Gega (Dibër, 5 novembre 1988) è una siepista e mezzofondista albanese.
È stata la portabandiera dell'Albania durante la cerimonia di apertura delle Giochi olimpici 2016 tenutesi a Rio de Janeiro.

## Palmarès
| Anno | Manifestazione          | Sede           | Evento       | Risultato  | Prestazione | Note                                     |
| ---- | ----------------------- | -------------- | ------------ | ---------- | ----------- | ---------------------------------------- |
| 2011 | Europei indoor          | Parigi         | 800 m piani  | Batteria   | 2'08"75     |                                          |
| 2011 | Universiadi             | Shenzhen       | 800 m piani  | Semifinale | 2'04"13     |                                          |
| 2011 | Mondiali                | Taegu          | 800 m piani  | Batteria   | 2'03"21     |                                          |
| 2012 | Mondiali indoor         | Istanbul       | 1500 m piani | Semifinale | 4'13"45     |                                          |
| 2012 | Europei                 | Helsinki       | 1500 m piani | Batteria   | 4'12"54     |                                          |
| 2013 | Europei indoor          | Göteborg       | 800 m piani  | Batteria   | dq          |                                          |
| 2013 | Giochi del Mediterraneo | Mersin         | 800 m piani  | 4ª         | 2'01"96     |                                          |
| 2013 | Giochi del Mediterraneo | Mersin         | 1500 m piani | Argento    | 4'05"63     |                                          |
| 2013 | Universiadi             | Kazan'         | 1500 m piani | Argento    | 4'08"71     |                                          |
| 2013 | Mondiali                | Mosca          | 1500 m piani | Semifinale | 4'08"79     |                                          |
| 2014 | Mondiali indoor         | Sopot          | 1500 m piani | 6ª         | 4'08"24     |                                          |
| 2014 | Europei                 | Zurigo         | 1500 m piani | Batteria   | 4'12"25     |                                          |
| 2015 | Giochi europei          | Baku           | 800 m piani  | Argento    | 2'02"36     |                                          |
| 2015 | Giochi europei          | Baku           | 1500 m piani | Oro        | 4'11"58     |                                          |
| 2015 | Mondiali                | Pechino        | 1500 m piani | Batteria   | 4'09"36     |                                          |
| 2016 | Mondiali indoor         | Portland       | 1500 m piani | Batteria   | 4'16"12     |                                          |
| 2016 | Europei                 | Amsterdam      | 3000 m siepi | Argento    | 9'28"52     | Record nazionale                         |
| 2016 | Giochi olimpici         | Rio de Janeiro | 3000 m siepi | Batteria   | 9'58"49     |                                          |
| 2017 | Europei indoor          | Belgrado       | 1500 m piani | 5ª         | 4'11"64     |                                          |
| 2018 | Mondiali indoor         | Birmingham     | 1500 m piani | Batteria   | 4'10"65     |                                          |
| 2018 | Giochi del Mediterraneo | Tarragona      | 3000 m siepi | Oro        | 9'27"73     |                                          |
| 2018 | Europei                 | Berlino        | 3000 m siepi | 4ª         | 9'24"78     |                                          |
| 2019 | Mondiali                | Doha           | 3000 m siepi | 9ª         | 9'19"93     | Record nazionale                         |
| 2021 | Giochi olimpici         | Tokyo          | 3000 m siepi | 13ª        | 9'34"10     |                                          |
| 2022 | Mondiali indoor         | Belgrado       | 3000 m piani | 13ª        | 8'53"14     |                                          |
| 2022 | Giochi del Mediterraneo | Orano          | 3000 m siepi | Oro        | 9'14"29     | Record dei Giochi · Record nazionale     |
| 2022 | Mondiali                | Eugene         | 3000 m siepi | 5ª         | 9'10"04     | Record nazionale                         |
| 2022 | Europei                 | Monaco         | 3000 m siepi | Oro        | 9'11"31     | Record dei campionati                    |
| 2023 | Giochi europei          | Chorzów        | 3000 m siepi | Oro        | 9'17"31     | [ 1 ]                                    |
| 2023 | Mondiali                | Budapest       | 3000 m siepi | 8ª         | 9'10"27     | Miglior prestazione personale stagionale |
| 2024 | Europei                 | Roma           | 3000 m siepi | 5ª         | 9'22"92     | Miglior prestazione personale stagionale |
| 2024 | Giochi olimpici         | Parigi         | 3000 m siepi | Batteria   | 9'27"41     |                                          |

## Campionati nazionali
2013
- Oro ai campionati albanesi, 1500 m piani - 4'16"76
- Oro ai campionati albanesi indoor, 1500 m piani - 4'09"72

2014
- Oro ai campionati albanesi, 5000 m piani - 15'46"89

2015
- Oro ai campionati albanesi, 1500 m piani - 4'14"54

2017
- Oro ai campionati albanesi, 5000 m piani - 16'26"99
- Oro ai campionati albanesi, 1500 m piani - 4'17"16

2019
- Oro ai campionati albanesi, 3000 m piani - 9'20"36
- Oro ai campionati albanesi, 1500 m piani - 4'20"72

2020
- Oro ai campionati albanesi, 10000 m piani - 32'31"69

2021
- Oro ai campionati albanesi, 5000 m piani - 15'52"24
- Oro ai campionati albanesi, 3000 m piani - 9'11"50

2022
- Oro ai campionati albanesi, 5000 m piani - 16'06"99
- Oro ai campionati albanesi, 3000 m piani - 8'46"61

2023
- Oro ai campionati albanesi, 10000 m piani - 35'49"6
- Oro ai campionati albanesi, 3000 m siepi - 9'36"6

## Altre competizioni internazionali
2014
- Oro nella Third League degli Europei a squadre ( Tbilisi), 1500 m piani - 4'08"58
- Oro nella Third League degli Europei a squadre ( Tbilisi), 800 m piani - 2'01"31
- 4ª nella Third League degli Europei a squadre ( Tbilisi), staffetta 4 × 400 m - 4'05"89

2015
- 4ª al Doha Diamond League ( Doha), 1500 m piani - 4'02"63
- 8ª al Golden Gala ( Roma), 1500 m piani - 4'03"01

2017
- 5ª ai Bislett Games ( Oslo), 3000 m siepi - 9'26"05
- 13ª al Meeting de Paris ( Parigi), 3000 m siepi - 9'36"11

2018
- 9ª al Golden Gala ( Roma), 3000 m siepi - 9'22"00

2019
- Bronzo ai Giochi Mondiali militari ( Wuhan), 3000 m siepi - 9'26"35

2020
- Oro alla Maratona di Skopje ( Skopje) - 2h35'47"

2021
- 6ª in Coppa Europa dei 10000 metri ( Birmingham) - 32'16"25
- 11ª al Doha Diamond League ( Doha), 3000 m siepi - 9'34"20

2022
- Oro ai Campionati dei Balcani ( Craiova), 5000 m piani - 15'16"47
- Oro ai Campionati dei Balcani ( Craiova), 3000 m siepi - 9'17"89
- 7ª al Memorial Van Damme ( Bruxelles), 3000 m siepi - 9'14"41
- Argento alla BOclassic ( Bolzano) - 15'41"

2023
- 4ª alla Weltklasse Zürich ( Zurigo), 3000 m siepi - 9'09"44
- 10ª al Golden Gala ( Firenze), 3000 m siepi - 9'11"94
- 4ª al Memorial Borisa Hanžekovića ( Zagabria), 2000 m siepi - 5'56"79